# Campeonato Europeo Femenino Sub-17 de la UEFA 2020
El Campeonato Europeo Femenino Sub-17 de la UEFA 2020 fue la decimotercera edición de este torneo organizado por la UEFA. En esta oportunidad se realizaba en Suecia.
El torneo final estaba programado originalmente para jugarse entre el 9 y el 22 de mayo de 2020, pero debido a la pandemia de COVID-19, la UEFA anunció el 1 de abril de 2020 que el torneo había sido pospuesto hasta nuevo aviso. El 17 de junio de 2020, la UEFA anunció que la fase final se había reprogramada del 4 al 10 de octubre de 2020, donde se jugaría como una competición de eliminatoria directa. Sin embargo, la UEFA anunció el 13 de agosto de 2020 que después de consultar con las 55 federaciones miembro, el torneo fue cancelado definitivamente, desde la ronda élite en adelante, teniendo en cuenta la situación del COVID-19 que comenzó a afectar en toda Europa.

## Ronda de Clasificación
Cuarenta y seis selecciones participarán en esta ronda. Habrá once grupos de cuatro países cada uno. Quienes ocupen el primer y segundo lugar de cada grupo, se clasificarán para jugar la Ronda Élite, junto a los cuatro mejores terceros (por sus resultados ante primera y segunda de su grupo).
Clasificadas directamente para la segunda ronda de clasificación: España y Alemania, por tener mejor coeficiente.
Clasificada directamente para la fase final:Suecia (anfitriona)

## Sorteo
El sorteo se realizó el 23 de noviembre de 2018 en Nyon, Suiza.

#### Grupo 1
País anfitrión: Bosnia y Herzegovina
| Equipo               | Pts | PJ | PG | PE | PP | GF | GC | Dif |
| -------------------- | --- | -- | -- | -- | -- | -- | -- | --- |
| Inglaterra           | 9   | 3  | 3  | 0  | 0  | 10 | 1  | +9  |
| Bélgica              | 4   | 3  | 1  | 1  | 1  | 4  | 6  | -2  |
| Croacia              | 3   | 3  | 1  | 0  | 2  | 1  | 3  | -2  |
| Bosnia y Herzegovina | 1   | 3  | 0  | 1  | 2  | 2  | 7  | -5  |

| 21 de octubre de 2019 | Inglaterra                               | 2:0 (1:0) | Croacia | FF BH Football Training Centre, Zenica, Bosnia y Herzegovina |                            |
| 11:30 (GMT+2)         | - Verbanac 39' (a.g.) - Lucy O'Brien 87' | Reporte   |         | Árbitra: Ioanna Allayiotou                                   | Árbitra: Ioanna Allayiotou |

| 21 de octubre de 2019 | Bosnia y Herzegovina         | 2:2 (0:1) | Bélgica                  | FF BH Football Training Centre, Zenica, Bosnia y Herzegovina |                          |
| 16:30 (GMT+2)         | - Japić 73' - Milinković 77' | Reporte   | - 37' Prez - 90' Vanzeir | Árbitra: Valentina Finzi                                     | Árbitra: Valentina Finzi |

| 24 de octubre de 2019 | Bélgica    | 1:0 (0:0) | Croacia | FF BH Football Training Centre, Zenica, Bosnia y Herzegovina |                          |
| 11:30 (GMT+2)         | - Prez 68' | Reporte   |         | Árbitra: Valentina Finzi                                     | Árbitra: Valentina Finzi |

| 24 de octubre de 2019 | Inglaterra                                                  | 4:0 (2:0) | Bosnia y Herzegovina | FF BH Football Training Centre, Zenica, Bosnia y Herzegovina |                            |
| 16:30 (GMT+2)         | - Beever-Jones 14' - Edwards 38' - Watson 54' - Symonds 76' | Reporte   |                      | Árbitra: Dimitrina Milkova                                   | Árbitra: Dimitrina Milkova |

| 27 de octubre de 2019 | Bélgica       | 1:4 (0:2) | Inglaterra                                         | Mladost Stadium, Kakanj, Bosnia y Herzegovina |                            |
| 15:30 (GMT+2)         | - Vanzeir 58' | Reporte   | - 10' Mace - 17' Watson - 69' Edwards - 84' Murphy | Árbitra: Dimitrina Milkova                    | Árbitra: Dimitrina Milkova |

| 27 de octubre de 2019 | Croacia     | 1:0 (0:0) | Bosnia y Herzegovina | FF BH Football Training Centre, Zenica, Bosnia y Herzegovina |                            |
| 15:30 (GMT+2)         | - Novak 71' | Reporte   |                      | Árbitra: Ioanna Allayiotou                                   | Árbitra: Ioanna Allayiotou |

#### Grupo 2
País anfitrión: Moldavia
| Equipo   | Pts | PJ | PG | PE | PP | GF | GC | Dif |
| -------- | --- | -- | -- | -- | -- | -- | -- | --- |
| Suiza    | 9   | 3  | 3  | 0  | 0  | 22 | 0  | +22 |
| Turquía  | 4   | 3  | 1  | 1  | 1  | 8  | 8  | 0   |
| Rumania  | 4   | 3  | 1  | 1  | 1  | 6  | 12 | -6  |
| Moldavia | 0   | 3  | 0  | 0  | 3  | 2  | 18 | -16 |

| 19 de septiembre de 2019 | Rumania                                         | 4:4 (1:1) | Turquía                                   | CDR Orhei, Orhei, Moldavia |                           |
| 14:00 (GMT+3)            | - Botojel 12' - Borodi 49', 56' - Balaceanu 75' | Reporte   | - 44', 90+8' Alayont - 66', 76' Kerimoğlu | Árbitra: Yuliya Larionova  | Árbitra: Yuliya Larionova |

| 19 de septiembre de 2019 | Suiza | 12:0 (5:0) | Moldavia | Estadio Zimbru, Chisináu, Moldavia |                           |
| 14:00 (GMT+3)            | - Pilgrim 5', 17', 40' - Bienz 23', 58' - Touon 36' - Li Puma 63', 72', 90+1' - Darenscaia 74' (a.g.) - Ueltschi 81', 85' | Reporte    |          | Árbitra: Rasa Imanalijeva          | Árbitra: Rasa Imanalijeva |

| 22 de septiembre de 2019 | Turquía                                            | 4:2 (1:0) | Moldavia          | Estadio Zimbru, Chisináu, Moldavia |                           |
| 14:00 (GMT+3)            | - Içen 45+3', 67' (pen.), 78' (pen.) - Alayont 46' | Reporte   | - 47', 68' Gamarț | Árbitra: Yuliya Larionova          | Árbitra: Yuliya Larionova |

| 22 de septiembre de 2019 | Suiza                                                                                    | 8:0 (6:0) | Rumania | CDR Orhei, Orhei, Moldavia      |                                 |
| 14:00 (GMT+3)            | - Li Puma 26' - Bienz 28' (pen.), 34', 36' - Wyss 39' - Ueltschi 43', 53' - Von Dach 60' | Reporte   |         | Árbitra: Katarzyna Lisiecka-sek | Árbitra: Katarzyna Lisiecka-sek |

| 25 de septiembre de 2019 | Turquía | 0:2 (0:1) | Suiza                      | CDR Orhei, Orhei, Moldavia      |                                 |
| 14:00 (GMT+3)            |         | Reporte   | - 27' Hefti - 66' Ueltschi | Árbitra: Katarzyna Lisiecka-sek | Árbitra: Katarzyna Lisiecka-sek |

| 25 de septiembre de 2019 | Moldavia | 0:2 (0:0) | Rumania                           | Estadio Zimbru, Chisináu, Moldavia |                           |
| 14:00 (GMT+3)            |          | Reporte   | - 52' (pen.) Botojel - 87' Borodi | Árbitra: Rasa Imanalijeva          | Árbitra: Rasa Imanalijeva |

#### Grupo 3
País anfitrión: Bielorrusia
| Equipo      | Pts | PJ | PG | PE | PP | GF | GC | Dif |
| ----------- | --- | -- | -- | -- | -- | -- | -- | --- |
| Francia     | 9   | 3  | 3  | 0  | 0  | 18 | 0  | +18 |
| Islandia    | 6   | 3  | 2  | 0  | 1  | 11 | 4  | +7  |
| Malta       | 1   | 3  | 0  | 1  | 2  | 1  | 8  | -7  |
| Bielorrusia | 1   | 3  | 0  | 1  | 2  | 2  | 20 | -18 |

| 15 de septiembre de 2019 | Francia                                                                                | 6:0 (3:0) | Malta | Estadio Spartak, Maguilov, Bielorrusia |                              |
| 12:00hs (GMT+3)          | - Mouchon 6' - Traore 36' - Tall 43' - Hannequin 52' (pen.) - Blanc 57' - Coquet 90+3' | Reporte   |       | Árbitra: Marina Aufschnaiter           | Árbitra: Marina Aufschnaiter |

| 15 de septiembre de 2019 | Bielorrusia      | 1:10 (0:5) | Islandia                                                                                                | Estadio Spartak, Maguilov, Bielorrusia |                       |
| 18:00hs (GMT+3)          | - Surovtseva 85' | Reporte    | - 3', 11', 14', 18', 57' Níelsdóttir - 34' (pen.) Þórhallsdóttir - 59', 66', 82', 90+3' Benediktsdóttir | Árbitra: Merima Čelik                  | Árbitra: Merima Čelik |

| 18 de septiembre de 2019 | Islandia          | 1:0 (1:0) | Malta | Estadio Spartak, Maguilov, Bielorrusia |                       |
| 12:00hs (GMT+3)          | - Andradóttir 31' | Reporte   |       | Árbitra: Merima Čelik                  | Árbitra: Merima Čelik |

| 18 de septiembre de 2019 | Francia                                                                                        | 9:0 (7:0) | Bielorrusia | Estadio Spartak, Maguilov, Bielorrusia |                             |
| 18:00hs (GMT+3)          | - Mouchon 8', 40' - Fazer 10', 19', 44' - Traore 33' - Mpomé 35' - Hannequin 72' - Bofenda 87' | Reporte   |             | Árbitra: Jurgita Mačikunytė            | Árbitra: Jurgita Mačikunytė |

| 21 de septiembre de 2019 | Islandia | 0:3 (0:2) | Francia                             | Gorodskoy Stadium, Orsha, Bielorrusia |                             |
| 14:00hs (GMT+3)          |          | Reporte   | - 9' Kbida - 40' Traore - 90' Fazer | Árbitra: Jurgita Mačikunytė           | Árbitra: Jurgita Mačikunytė |

| 21 de septiembre de 2019 | Malta        | 1:1 (0:0) | Bielorrusia     | Estadio Spartak, Maguilov, Bielorrusia |                              |
| 14:00hs (GMT+3)          | - Mifsud 74' | Reporte   | - 81' Pobegaylo | Árbitra: Marina Aufschnaiter           | Árbitra: Marina Aufschnaiter |

#### Grupo 4
País anfitrión: Eslovaquia
| Equipo     | Pts | PJ | PG | PE | PP | GF | GC | Dif |
| ---------- | --- | -- | -- | -- | -- | -- | -- | --- |
| Austria    | 9   | 3  | 3  | 0  | 0  | 18 | 1  | +17 |
| Eslovaquia | 6   | 3  | 2  | 0  | 1  | 15 | 6  | +9  |
| Finlandia  | 3   | 3  | 1  | 0  | 2  | 6  | 9  | -3  |
| Estonia    | 0   | 3  | 0  | 0  | 3  | 3  | 26 | -23 |

| 20 de octubre de 2019 | Finlandia                                                  | 5:1 (2:1) | Estonia   | National Training Centre, Senec, Eslovaquia |                         |
| 13:00hs (GMT+2)       | - Nurmi 5' - Forsblom 14' - Sevenius 47', 86' - Määttä 82' | Reporte   | - 2' Pärn | Árbitra: Emanuela Rusta                     | Árbitra: Emanuela Rusta |

| 20 de octubre de 2019 | Eslovaquia              | 1:3 (0:2) | Austria                                       | National Training Centre, Senec, Eslovaquia |                               |
| 18:00hs (GMT+2)       | - Pelikánová 52' (pen.) | Reporte   | - 34' Purtscheller - 45+1' (pen.), 56' Magerl | Árbitra: Alexandra Ponomareva               | Árbitra: Alexandra Ponomareva |

| 23 de octubre de 2019 | Austria | 12:0 (6:0) | Estonia | National Training Centre, Senec, Eslovaquia |                               |
| 13:00hs (GMT+2)       | - Purtscheller 5', 29' - Magerl 19', 87' - Kraker 21' - D'Angelo 32', 45', 51' - Pfanner 48', 66' - Praher 71' - Fritsch 78' | Reporte    |         | Árbitra: Alexandra Ponomareva               | Árbitra: Alexandra Ponomareva |

| 23 de octubre de 2019 | Finlandia              | 1:5 (1:2) | Eslovaquia                                                  | National Training Centre, Senec, Eslovaquia |                          |
| 18:00hs (GMT+2)       | - Kršiaková 28' (a.g.) | Reporte   | - 25', 26' Pelikánová - 50' Morávková - 62', 77' Jedináková | Árbitra: Jelena Pejkovic                    | Árbitra: Jelena Pejkovic |

| 26 de octubre de 2019 | Austria                                 | 3:0 (2:0) | Finlandia | OSK Dunajská Lužná, Dunajská Lužná, Eslovaquia |                          |
| 15:00hs (GMT+2)       | - Pfanner 22' - Magerl 31' - Dorn 90+3' | Reporte   |           | Árbitra: Jelena Pejkovic                       | Árbitra: Jelena Pejkovic |

| 26 de octubre de 2019 | Estonia                            | 2:9 (0:6) | Eslovaquia                                                                                            | National Training Centre, Senec, Eslovaquia |                         |
| 15:00hs (GMT+2)       | - Kršiaková 53' (a.g.) - Teern 81' | Reporte   | - 13', 44' Retkesová - 23', 69' Pelikánová - 27' Jedináková - 32' Vredíková - 33', 79', 86' Morávková | Árbitra: Emanuela Rusta                     | Árbitra: Emanuela Rusta |

#### Grupo 5
País anfitrión: Islas Feroe
| Equipo      | Pts | PJ | PG | PE | PP | GF | GC | Dif |
| ----------- | --- | -- | -- | -- | -- | -- | -- | --- |
| Noruega     | 9   | 3  | 3  | 0  | 0  | 22 | 0  | +22 |
| Eslovenia   | 6   | 3  | 2  | 0  | 1  | 10 | 5  | +5  |
| Islas Feroe | 3   | 3  | 1  | 0  | 2  | 1  | 16 | -15 |
| Azerbaiyán  | 0   | 3  | 0  | 0  | 3  | 0  | 12 | -12 |

| 17 de octubre de 2019 | Azerbaiyán | 0:6 (0:3) | Eslovenia                                                                | Tórsvøllur, Tórshavn, Islas Feroe |                         |
| 14:00hs (GMT+1)       |            | Reporte   | - 13', 19', 20' Suhoversnik - 78' (pen.) Kajzba - 86' Šabotič - 89' Mele | Árbitra: Kateryna Usova           | Árbitra: Kateryna Usova |

| 17 de octubre de 2019 | Noruega | 12:0 (6:0) | Islas Feroe | Tórsvøllur, Tórshavn, Islas Feroe |                             |
| 18:30hs (GMT+1)       | - Brønstad 6' - Omarsdottir 13', 24' - Laupstad 19', 22' - Ose 32' - Løvås 58' - Hernes 59', 90' (pen.), 90+1' - Sørbo 64' - Brunes 86' | Reporte    |             | Árbitra: Jelena Jermolajeva       | Árbitra: Jelena Jermolajeva |

| 20 de octubre de 2019 | Noruega                                                              | 5:0 (5:0) | Azerbaiyán | Tórsvøllur, Tórshavn, Islas Feroe |                                   |
| 14:00hs (GMT+1)       | - Lundblad 1' - Omarsdottir 6' (pen.), 18' - Dirdal 19' - Hernes 33' | Reporte   |            | Árbitra: Zulema Gonzalez Gonzalez | Árbitra: Zulema Gonzalez Gonzalez |

| 20 de octubre de 2019 | Eslovenia                                   | 4:0 (2:0) | Islas Feroe | Tórsvøllur, Tórshavn, Islas Feroe |                         |
| 18:30hs (GMT+1)       | - Mele 24' - Suhoversnik 33', 68' - Ham 72' | Reporte   |             | Árbitra: Kateryna Usova           | Árbitra: Kateryna Usova |

| 23 de octubre de 2019 | Eslovenia | 0:5 (0:1) | Noruega                                                   | Gundadalur, Tórshavn, Islas Feroe |                                   |
| 14:00hs (GMT+1)       |           | Reporte   | - 45+3', 61', 68' Hernes - 66' Brønstad - 83' Omarsdottir | Árbitra: Zulema Gonzalez Gonzalez | Árbitra: Zulema Gonzalez Gonzalez |

| 23 de octubre de 2019 | Islas Feroe                  | 1:0 (0:0) | Azerbaiyán | Tórsvøllur, Tórshavn, Islas Feroe |                             |
| 14:00hs (GMT+1)       | - Eilersdóttir Rasmussen 73' | Reporte   |            | Árbitra: Jelena Jermolajeva       | Árbitra: Jelena Jermolajeva |

#### Grupo 6
País anfitrión: Dinamarca
| Equipo              | Pts | PJ | PG | PE | PP | GF | GC | Dif |
| ------------------- | --- | -- | -- | -- | -- | -- | -- | --- |
| Rusia               | 9   | 3  | 3  | 0  | 0  | 12 | 3  | +9  |
| Dinamarca           | 4   | 3  | 1  | 1  | 1  | 14 | 4  | +11 |
| Gales               | 4   | 3  | 1  | 1  | 1  | 1  | 3  | -2  |
| Macedonia del Norte | 0   | 3  | 0  | 0  | 3  | 0  | 17 | -17 |

| 22 de septiembre de 2019 | Gales | 0:3 (0:2) | Rusia                                                  | Ringkøbing Stadium, Ringkøbing, Dinamarca |                          |
| 14:00hs (GMT+2)          |       | Reporte   | - 8' Chochieva - 14' (pen.) Trofimova - 90+5' Semenova | Árbitra: Karoline Wacker                  | Árbitra: Karoline Wacker |

| 22 de septiembre de 2019 | Dinamarca | 11:0 (6:0) | Macedonia del Norte | Skjern Bank Arena, Skjern, Dinamarca |                            |
| 14:00hs (GMT+2)          | - Gravesen 5', 7', 20', 41' - Thygesen 23' - Vistisen 34' - Veletanlic 58', 61', 79' - Hornsleth 77' - Rylov 90+5' | Reporte    |                     | Árbitra: Maria Sole Caputi           | Árbitra: Maria Sole Caputi |

| 25 de septiembre de 2019 | Rusia                                                                                     | 5:0 (2:0) | Macedonia del Norte | Skjern Bank Arena, Skjern, Dinamarca |                          |
| 14:00hs (GMT+2)          | - Sharifova 3' - Chochieva 23' - Kishmakhova 68' - Trofimova 74' (pen.) - Stepanova 90+2' | Reporte   |                     | Árbitra: Karoline Wacker             | Árbitra: Karoline Wacker |

| 25 de septiembre de 2019 | Dinamarca | 0:0     | Gales | Ringkøbing Stadium, Ringkøbing, Dinamarca |                            |
| 14:00hs (GMT+2)          |           | Reporte |       | Árbitra: Veronika Kovarova                | Árbitra: Veronika Kovarova |

| 28 de septiembre de 2019 | Rusia                                                         | 4:3 (1:1) | Dinamarca                                | Ringkøbing Stadium, Ringkøbing, Dinamarca |                            |
| 14:00hs (GMT+2)          | - Trofimova 28' - Chochieva 48' - Belova 84' - Semenova 90+6' | Reporte   | - 44' Thygesen - 68' Rylov - 73' Clausen | Árbitra: Veronika Kovarova                | Árbitra: Veronika Kovarova |

| 28 de septiembre de 2019 | Macedonia del Norte | 0:1 (0:1) | Gales         | Skjern Bank Arena, Skjern, Dinamarca |                            |
| 14:00hs (GMT+2)          |                     | Reporte   | - 22' Mcateer | Árbitra: Maria Sole Caputi           | Árbitra: Maria Sole Caputi |

#### Grupo 7
País anfitrión: Lituania
| Equipo   | Pts | PJ | PG | PE | PP | GF | GC | Dif |
| -------- | --- | -- | -- | -- | -- | -- | -- | --- |
| Irlanda  | 9   | 3  | 3  | 0  | 0  | 21 | 0  | +21 |
| Grecia   | 6   | 3  | 2  | 0  | 1  | 4  | 5  | -1  |
| Lituania | 3   | 3  | 1  | 0  | 2  | 2  | 10 | -8  |
| Albania  | 0   | 3  | 0  | 0  | 3  | 1  | 13 | -12 |

| 10 de septiembre de 2019 | Irlanda | 10:0 (5:0) | Albania | Alytus Stadium, Alytus, Lituania |                             |
| 15:00hs (GMT+3)          | - Mc Laughlin 12', 29', 33' - Brown 21', 31' - Shine 51' - Horgan 60' - Clancy 65' - Slevin 73' - Watkins 89' | Reporte    |         | Árbitra: Cristina Trandafir      | Árbitra: Cristina Trandafir |

| 10 de septiembre de 2019 | Lituania | 0:3 (0:0) | Grecia                                  | Stadium of Marijampole, Marijampolė, Lituania |                           |
| 15:00hs (GMT+3)          |          | Reporte   | - 52' Kokmotou - 60', 64' Papatheodorou | Árbitra: Liudmyla Telbukh                     | Árbitra: Liudmyla Telbukh |

| 13 de septiembre de 2019 | Grecia              | 1:0 (1:0) | Albania | Alytus Stadium, Alytus, Lituania |                           |
| 15:00hs (GMT+3)          | - Papatheodorou 43' | Reporte   |         | Árbitra: Liudmyla Telbukh        | Árbitra: Liudmyla Telbukh |

| 13 de septiembre de 2019 | Irlanda                                                                          | 6:0 (4:0) | Lituania | Stadium of Marijampole, Marijampolė, Lituania |                         |
| 18:00hs (GMT+3)          | - Devaney 1' - Mc Laughlin 10', 37' - Molloy 27' - Clancy 69' (pen.) - Brown 74' | Reporte   |          | Árbitra: Victoria Beyer                       | Árbitra: Victoria Beyer |

| 16 de septiembre de 2019 | Grecia | 0:5 (0:1) | Irlanda                                                             | Alytus Stadium, Alytus, Lituania |                         |
| 15:00hs (GMT+3)          |        | Reporte   | - 45+1' Brown - 60' Clancy - 74' Doherty - 87' O'Dowd - 90' Watkins | Árbitra: Victoria Beyer          | Árbitra: Victoria Beyer |

| 16 de septiembre de 2019 | Albania      | 1:2 (0:0) | Lituania                             | Stadium of Marijampole, Marijampolė, Lituania |                             |
| 15:00hs (GMT+3)          | - Armoku 65' | Reporte   | - 47' Valiukevičiūtė - 62' Jonušaitė | Árbitra: Cristina Trandafir                   | Árbitra: Cristina Trandafir |

#### Grupo 8
País anfitrión: Serbia
| Equipo          | Pts | PJ | PG | PE | PP | GF | GC | Dif |
| --------------- | --- | -- | -- | -- | -- | -- | -- | --- |
| República Checa | 7   | 3  | 2  | 1  | 0  | 7  | 2  | +5  |
| Serbia          | 6   | 3  | 2  | 0  | 1  | 8  | 4  | +4  |
| Ucrania         | 2   | 3  | 0  | 2  | 1  | 4  | 6  | -2  |
| Georgia         | 1   | 3  | 0  | 1  | 2  | 1  | 8  | -7  |

| 20 de octubre de 2019 | República Checa                                         | 4:0 (1:0) | Georgia | Sports Center of FA of Serbia, Stara Pazova |                     |
| 12:00 (GMT+2)         | - Thanhová 45+2', 71' (pen.) - Kochanová 85' - Holá 87' | Reporte   |         | Árbitra: Alina Peşu                         | Árbitra: Alina Peşu |

| 20 de octubre de 2019 | Ucrania                          | 2:4 (0:1) | Serbia                                    | Sports Center of FA of Serbia, Stara Pazova |                           |
| 17:00 (GMT+2)         | - Ivanchenko 50' - Kaverzina 79' | Reporte   | - 45' Ćirić - 51', 75' Andrić - 68' Čavić | Árbitra: Rasa Imanalijeva                   | Árbitra: Rasa Imanalijeva |

| 23 de octubre de 2019 | República Checa | 1:1 (1:1) | Ucrania        | Sports Center of FA of Serbia, Stara Pazova |                     |
| 11:00 (GMT+2)         | - Střížová 7'   | Reporte   | - 41' Dovhanyk | Árbitra: Laura Rapp                         | Árbitra: Laura Rapp |

| 23 de octubre de 2019 | Serbia                                         | 3:0 (2:0) | Georgia | Sports Center of FA of Serbia, Stara Pazova |                           |
| 14:00 (GMT+2)         | - Stevanović 13' - Kucinar 25' - Obradovic 58' | Reporte   |         | Árbitra: Rasa Imanalijeva                   | Árbitra: Rasa Imanalijeva |

| 26 de octubre de 2019 | Serbia      | 1:2 (0:2) | República Checa               | Sports Center of FA of Serbia, Stara Pazova |                     |
| 14:00 (GMT+2)         | - Ćirić 72' | Reporte   | - 4' Ohlídalová - 29' Csordás | Árbitra: Laura Rapp                         | Árbitra: Laura Rapp |

| 26 de octubre de 2019 | Georgia       | 1:1 (0:1) | Ucrania        | Sports Center of FA of Serbia, Stara Pazova |                     |
| 14:00 (GMT+2)         | - Danelia 84' | Reporte   | - 24' Dovhanyk | Árbitra: Alina Peşu                         | Árbitra: Alina Peşu |

#### Grupo 9
País anfitrión: Hungría
| Equipo     | Pts | PJ | PG | PE | PP | GF | GC | Dif |
| ---------- | --- | -- | -- | -- | -- | -- | -- | --- |
| Hungría    | 9   | 3  | 3  | 0  | 0  | 18 | 0  | +18 |
| Polonia    | 6   | 3  | 2  | 0  | 1  | 14 | 2  | +12 |
| Bulgaria   | 3   | 3  | 1  | 0  | 2  | 6  | 11 | -5  |
| Kazajistán | 0   | 3  | 0  | 0  | 3  | 0  | 25 | -25 |

| 2 de octubre de 2019, 00:00 | Bulgaria | 0:7 (0:4) | Hungría                                                     | Rohonci Út, Szombathely   |                           |
|                             |          | Reporte   | - 5', 23', 33', 75' (pen.), 90+3' Pápai - 28', 57' Mészáros | Árbitra: Fatemeh Zangeneh | Árbitra: Fatemeh Zangeneh |

| 3 de octubre de 2019, 00:00 | Polonia | 10:0 (4:0) | Kazajistán | Rohonci Út, Szombathely   |                           |
|                             | - Kodym 20' - Wróbel 31', 60', 61', 83' - Kiszkis 34', 62' - Sobal 45+1' - Krezyman 70' - Ivanova 89' (a.g.) | Reporte    |            | Árbitra: Abigail Marriott | Árbitra: Abigail Marriott |

| 5 de octubre de 2019, 00:00 | Polonia                                                | 4:1 (1:0) | Bulgaria        | Rohonci Út, Szombathely               |                                       |
|                             | - Czyż 23' - Sobal 59' - Krezyman 78' - Szydełko 90+5' | Reporte   | - 71' Yordanova | Árbitra: Ainara Andrea Acevedo Dudley | Árbitra: Ainara Andrea Acevedo Dudley |

| 5 de octubre de 2019, 00:00 | Hungría | 10:0 (6:0) | Kazajistán | Rohonci Út, Szombathely   |                           |
|                             | - Pápai 4', 79' - Plotnikova 5' (a.g.) - Savanya 14', 90' - Mészáros 22', 70' - Vida 30' - Siber 40' - Sosnovskaya 65' (a.g.) | Reporte    |            | Árbitra: Fatemeh Zangeneh | Árbitra: Fatemeh Zangeneh |

| 8 de octubre de 2019, 00:00 | Hungría     | 1:0 (0:0) | Polonia | Rohonci Út, Szombathely               |                                       |
|                             | - Bokor 50' | Reporte   |         | Árbitra: Ainara Andrea Acevedo Dudley | Árbitra: Ainara Andrea Acevedo Dudley |

| 8 de octubre de 2019, 00:00 | Kazajistán | 0:5 (0:0) | Bulgaria                                                                        | Király Sportlétesítmény, Szombathely |                           |
|                             |            | Reporte   | - 56' (pen.), 75' D. Ivanova - 62' Parapunova - 73' B. Ivanova - 77' V. Ivanova | Árbitra: Abigail Marriott            | Árbitra: Abigail Marriott |

#### Grupo 10
País anfitrión: Escocia
| Equipo            | Pts | PJ | PG | PE | PP | GF | GC | Dif |
| ----------------- | --- | -- | -- | -- | -- | -- | -- | --- |
| Italia            | 9   | 3  | 3  | 0  | 0  | 10 | 0  | +10 |
| Escocia           | 6   | 3  | 2  | 0  | 1  | 8  | 5  | +3  |
| Montenegro        | 1   | 3  | 0  | 1  | 2  | 1  | 7  | -6  |
| Irlanda del Norte | 1   | 3  | 0  | 1  | 2  | 2  | 9  | -7  |

| 14 de octubre de 2019 | Italia                         | 2:0 (1:0) | Montenegro | Oriam, Edimburgo, Escocia |                         |
|                       | - Severini 14' - Arcangeli 56' | Reporte   |            | Árbitra: Viki De Cremer   | Árbitra: Viki De Cremer |

| 14 de octubre de 2019 | Irlanda del Norte | 1:4 (0:4) | Escocia                                               | Oriam, Edimburgo, Escocia |                        |
|                       | - Morgan 74'      | Reporte   | - 4' McAllister - 14' McCafferty - 24', 27' McQuillan | Árbitra: Katalin Sipos    | Árbitra: Katalin Sipos |

| 17 de octubre de 2019 | Italia                                                         | 4:0 (1:0) | Irlanda del Norte | Oriam, Edimburgo, Escocia |                          |
|                       | - Severini 14' (pen.) - Berti 47' - Beccari 51' - Musolino 63' | Reporte   |                   | Árbitra: Catarina Campos  | Árbitra: Catarina Campos |

| 17 de octubre de 2019 | Escocia                                   | 4:0 (3:0) | Montenegro | Oriam, Edimburgo, Escocia |                        |
|                       | - McQuillan 17', 49' - Hutchison 25', 35' | Reporte   |            | Árbitra: Katalin Sipos    | Árbitra: Katalin Sipos |

| 20 de octubre de 2019 | Escocia | 0:4 (0:3) | Italia                                                | Ainslie Park, Edimburgo, Escocia |                          |
|                       |         | Reporte   | - 27' Beccari - 33' Arcangeli - 42' Pavan - 59' Berti | Árbitra: Catarina Campos         | Árbitra: Catarina Campos |

| 20 de octubre de 2019 | Montenegro        | 1:1 (1:0) | Irlanda del Norte | Oriam, Edimburgo, Escocia |                         |
|                       | - Cimbaljević 29' | Reporte   | - 68' Morgan      | Árbitra: Viki De Cremer   | Árbitra: Viki De Cremer |

#### Grupo 11
País anfitrión: Portugal
| Equipo       | Pts | PJ | PG | PE | PP | GF | GC | Dif |
| ------------ | --- | -- | -- | -- | -- | -- | -- | --- |
| Países Bajos | 7   | 3  | 2  | 1  | 0  | 9  | 1  | 8   |
| Portugal     | 7   | 3  | 2  | 1  | 0  | 9  | 2  | 7   |
| Israel       | 3   | 3  | 1  | 0  | 2  | 3  | 7  | -4  |
| Letonia      | 0   | 3  | 0  | 0  | 3  | 1  | 12 | -11 |

| 22 de octubre de 2019 | Israel        | 1:4 (0:2) | Portugal                                                       | Complexo Desportivo Camacha, Campo B, Camacha |                      |
| 15:00 (GMT+1)         | - Almasri 56' | Reporte   | - 33' (a.g.) Sirota - 42' Negrão - 85' Almeida - 90+4' Correia | Árbitra: Tanja Racic                          | Árbitra: Tanja Racic |

| 22 de octubre de 2019 | Países Bajos                                                        | 6:0 (3:0) | Letonia | Estádio Municipal de Machico, Machico |                      |
| 16:00 (GMT+1)         | - Noordman 3' - Brugts 20', 54', 74', 90' (pen.) - Van Der Veen 38' | Reporte   |         | Árbitra: Cansu Tryak                  | Árbitra: Cansu Tryak |

| 25 de octubre de 2019 | Portugal                                         | 4:0 (1:0) | Letonia | Estádio da Madeira, Funchal |                      |
| 15:00 (GMT+1)         | - Assucena 24' (pen.) - Oliveira 66', 75', 90+2' | Reporte   |         | Árbitra: Tanja Racic        | Árbitra: Tanja Racic |

| 25 de octubre de 2019 | Países Bajos              | 2:0 (2:0) | Israel | Complexo Desportivo Camacha, Campo B, Camacha |                       |
| 16:00 (GMT+1)         | - Brugts 28' - Kruize 31' | Reporte   |        | Árbitra: Sandra Strub                         | Árbitra: Sandra Strub |

| 28 de octubre de 2019 | Portugal     | 1:1 (1:1) | Países Bajos | Estádio da Madeira, Funchal |                       |
| 16:00 (GMT+1)         | - Miller 18' | Reporte   | - Brugts 37' | Árbitra: Sandra Strub       | Árbitra: Sandra Strub |

| 28 de octubre de 2019 | Letonia       | 1:2 (1:0) | Israel                                | Complexo Desportivo Camacha, Campo B, Camacha |                      |
| 16:00 (GMT+1)         | - Kozlova 41' | Reporte   | - Horvitz 53' - Ovsjankina 83' (a.g.) | Árbitra: Cansu Tryak                          | Árbitra: Cansu Tryak |

### Ranking de los terceros puestos
Los cuatro mejores terceros lugares de los 11 grupos pasarán a la siguiente ronda junto a los 2 mejores de cada grupo. (Se contabilizan los resultados obtenidos en contra de los ganadores y los segundos clasificados de cada grupo). Quienes avanzaron en esta ronda fueron: Ucrania, Gales, Rumania y Croacia
| Pos. | Grupo | Equipo      | PJ | PG | PE | PP | GF | GC | DG  | Pts |
| ---- | ----- | ----------- | -- | -- | -- | -- | -- | -- | --- | --- |
| 1    | 8     | Ucrania     | 2  | 0  | 1  | 1  | 3  | 5  | -2  | 1   |
| 2    | 6     | Gales       | 2  | 0  | 1  | 1  | 0  | 3  | -3  | 1   |
| 3    | 2     | Rumania     | 2  | 0  | 1  | 1  | 4  | 12 | -8  | 1   |
| 4    | 1     | Croacia     | 2  | 0  | 0  | 2  | 0  | 3  | -3  | 0   |
| 5    | 11    | Israel      | 2  | 0  | 0  | 2  | 1  | 6  | -5  | 0   |
| 6    | 10    | Montenegro  | 2  | 0  | 0  | 2  | 0  | 6  | -6  | 0   |
| 7    | 4     | Finlandia   | 2  | 0  | 0  | 2  | 1  | 8  | -7  | 0   |
| 8    | 3     | Malta       | 2  | 0  | 0  | 2  | 0  | 7  | -7  | 0   |
| 9    | 7     | Lituania    | 2  | 0  | 0  | 2  | 0  | 9  | -9  | 0   |
| 10   | 9     | Bulgaria    | 2  | 0  | 0  | 2  | 1  | 11 | -10 | 0   |
| 11   | 5     | Islas Feroe | 2  | 0  | 0  | 2  | 0  | 16 | -16 | 0   |

## Ronda Élite
El sorteo se realizó el 29 de noviembre de 2019 en Nyon, Suiza.
Pasaban a la siguiente ronda las siete ganadoras de grupo junto a la anfitriona  Suecia.

#### Grupo 1
País anfitrión: Bélgica
| Equipo  | Pts | PJ | PG | PE | PP | GF | GC | Dif |
| ------- | --- | -- | -- | -- | -- | -- | -- | --- |
| Suiza   | 0   | 0  | 0  | 0  | 0  | 0  | 0  | 0   |
| Italia  | 0   | 0  | 0  | 0  | 0  | 0  | 0  | 0   |
| Grecia  | 0   | 0  | 0  | 0  | 0  | 0  | 0  | 0   |
| Bélgica | 0   | 0  | 0  | 0  | 0  | 0  | 0  | 0   |

|  | Suiza | vs.     | Bélgica | Stade Fallon, Woluwe-Saint-Lambert, Bélgica |               |
|  |       | Reporte |         | Árbitra: [[]]                               | Árbitra: [[]] |

|  | Grecia | vs.     | Italia | Stade Fallon, Woluwe-Saint-Lambert, Bélgica |               |
|  |        | Reporte |        | Árbitra: [[]]                               | Árbitra: [[]] |

|  | Suiza | vs.     | Grecia | Estadio Rey Balduino, Heysel, Bélgica |               |
|  |       | Reporte |        | Árbitra: [[]]                         | Árbitra: [[]] |

|  | Italia | vs.     | Bélgica | Estadio Rey Balduino, Heysel, Bélgica |               |
|  |        | Reporte |         | Árbitra: [[]]                         | Árbitra: [[]] |

|  | Italia | vs.     | Suiza | Stade Fallon, Woluwe-Saint-Lambert, Bélgica |               |
|  |        | Reporte |       | Árbitra: [[]]                               | Árbitra: [[]] |

|  | Bélgica | vs.     | Grecia | Estadio Rey Balduino, Heysel, Bélgica |               |
|  |         | Reporte |        | Árbitra: [[]]                         | Árbitra: [[]] |

#### Grupo 2
País anfitrión: Hungría
| Equipo   | Pts | PJ | PG | PE | PP | GF | GC | Dif |
| -------- | --- | -- | -- | -- | -- | -- | -- | --- |
| Hungría  | 0   | 0  | 0  | 0  | 0  | 0  | 0  | 0   |
| Rusia    | 0   | 0  | 0  | 0  | 0  | 0  | 0  | 0   |
| Islandia | 0   | 0  | 0  | 0  | 0  | 0  | 0  | 0   |
| Rumania  | 0   | 0  | 0  | 0  | 0  | 0  | 0  | 0   |

|  | Hungría | vs.     | Rumania | Rohonci út, Szombathely, Hungría |               |
|  |         | Reporte |         | Árbitra: [[]]                    | Árbitra: [[]] |

|  | Islandia | vs.     | Rusia | Rohonci út, Szombathely, Hungría |               |
|  |          | Reporte |       | Árbitra: [[]]                    | Árbitra: [[]] |

|  | Hungría | vs.     | Islandia | Rohonci út, Szombathely, Hungría |               |
|  |         | Reporte |          | Árbitra: [[]]                    | Árbitra: [[]] |

|  | Rusia | vs.     | Rumania | Király Sportcentrum, Szombathely, Hungría |               |
|  |       | Reporte |         | Árbitra: [[]]                             | Árbitra: [[]] |

|  | Rusia | vs.     | Hungría | Rohonci út, Szombathely, Hungría |               |
|  |       | Reporte |         | Árbitra: [[]]                    | Árbitra: [[]] |

|  | Rumania | vs.     | Islandia | Király Sportcentrum, Szombathely, Hungría |               |
|  |         | Reporte |          | Árbitra: [[]]                             | Árbitra: [[]] |

#### Grupo 3
País anfitrión: República de Irlanda
| Equipo    | Pts | PJ | PG | PE | PP | GF | GC | Dif |
| --------- | --- | -- | -- | -- | -- | -- | -- | --- |
| Irlanda   | 0   | 0  | 0  | 0  | 0  | 0  | 0  | 0   |
| Austria   | 0   | 0  | 0  | 0  | 0  | 0  | 0  | 0   |
| Serbia    | 0   | 0  | 0  | 0  | 0  | 0  | 0  | 0   |
| Dinamarca | 0   | 0  | 0  | 0  | 0  | 0  | 0  | 0   |

|  | Irlanda | vs.     | Dinamarca | Regional Sports Centre, Waterford, Irlanda |               |
|  |         | Reporte |           | Árbitra: [[]]                              | Árbitra: [[]] |

|  | Serbia | vs.     | Austria | Ferrycarrig Park, Wexford, Irlanda |               |
|  |        | Reporte |         | Árbitra: [[]]                      | Árbitra: [[]] |

|  | Irlanda | vs.     | Serbia | Regional Sports Centre, Waterford, Irlanda |               |
|  |         | Reporte |        | Árbitra: [[]]                              | Árbitra: [[]] |

|  | Austria | vs.     | Dinamarca | Ferrycarrig Park, Wexford, Irlanda |               |
|  |         | Reporte |           | Árbitra: [[]]                      | Árbitra: [[]] |

|  | Austria | vs.     | Irlanda | Regional Sports Centre, Waterford, Irlanda |               |
|  |         | Reporte |         | Árbitra: [[]]                              | Árbitra: [[]] |

|  | Dinamarca | vs.     | Serbia | Ferrycarrig Park, Wexford, Irlanda |               |
|  |           | Reporte |        | Árbitra: [[]]                      | Árbitra: [[]] |

#### Grupo 4
País anfitrión: Países Bajos
| Equipo       | Pts | PJ | PG | PE | PP | GF | GC | Dif |
| ------------ | --- | -- | -- | -- | -- | -- | -- | --- |
| Alemania     | 0   | 0  | 0  | 0  | 0  | 0  | 0  | 0   |
| Países Bajos | 0   | 0  | 0  | 0  | 0  | 0  | 0  | 0   |
| Escocia      | 0   | 0  | 0  | 0  | 0  | 0  | 0  | 0   |
| Croacia      | 0   | 0  | 0  | 0  | 0  | 0  | 0  | 0   |

|  | Alemania | vs.     | Croacia | De Bataven, Gendt, Países Bajos |               |
|  |          | Reporte |         | Árbitra: [[]]                   | Árbitra: [[]] |

|  | Escocia | vs.     | Países Bajos | sV Venray, Venray, Países Bajos |               |
|  |         | Reporte |              | Árbitra: [[]]                   | Árbitra: [[]] |

|  | Alemania | vs.     | Escocia | sV Venray, Venray, Países Bajos |               |
|  |          | Reporte |         | Árbitra: [[]]                   | Árbitra: [[]] |

|  | Países Bajos | vs.     | Croacia | De Bataven, Gendt, Países Bajos |               |
|  |              | Reporte |         | Árbitra: [[]]                   | Árbitra: [[]] |

|  | Croacia | vs.     | Escocia | sV Venray, Venray, Países Bajos |               |
|  |         | Reporte |         | Árbitra: [[]]                   | Árbitra: [[]] |

|  | Países Bajos | vs.     | Alemania | De Bataven, Gendt, Países Bajos |               |
|  |              | Reporte |          | Árbitra: [[]]                   | Árbitra: [[]] |

#### Grupo 5
País anfitrión: Inglaterra
| Equipo     | Pts | PJ | PG | PE | PP | GF | GC | Dif |
| ---------- | --- | -- | -- | -- | -- | -- | -- | --- |
| Francia    | 0   | 0  | 0  | 0  | 0  | 0  | 0  | 0   |
| Inglaterra | 0   | 0  | 0  | 0  | 0  | 0  | 0  | 0   |
| Gales      | 0   | 0  | 0  | 0  | 0  | 0  | 0  | 0   |
| Eslovaquia | 0   | 0  | 0  | 0  | 0  | 0  | 0  | 0   |

|  | Eslovaquia | vs.     | Inglaterra | St George's Park, Burton upon Trent, Inglaterra |               |
|  |            | Reporte |            | Árbitra: [[]]                                   | Árbitra: [[]] |

|  | Francia | vs.     | Gales | St George's Park, Burton upon Trent, Inglaterra |               |
|  |         | Reporte |       | Árbitra: [[]]                                   | Árbitra: [[]] |

|  | Francia | vs.     | Eslovaquia | St George's Park, Burton upon Trent, Inglaterra |               |
|  |         | Reporte |            | Árbitra: [[]]                                   | Árbitra: [[]] |

|  | Inglaterra | vs.     | Gales | St George's Park, Burton upon Trent, Inglaterra |               |
|  |            | Reporte |       | Árbitra: [[]]                                   | Árbitra: [[]] |

|  | Gales | vs.     | Eslovaquia | St George's Park, Burton upon Trent, Inglaterra |               |
|  |       | Reporte |            | Árbitra: [[]]                                   | Árbitra: [[]] |

|  | Inglaterra | vs.     | Francia | St George's Park, Burton upon Trent, Inglaterra |               |
|  |            | Reporte |         | Árbitra: [[]]                                   | Árbitra: [[]] |

#### Grupo 6
País anfitrión: Portugal
| Equipo    | Pts | PJ | PG | PE | PP | GF | GC | Dif |
| --------- | --- | -- | -- | -- | -- | -- | -- | --- |
| España    | 0   | 0  | 0  | 0  | 0  | 0  | 0  | 0   |
| Eslovenia | 0   | 0  | 0  | 0  | 0  | 0  | 0  | 0   |
| Turquía   | 0   | 0  | 0  | 0  | 0  | 0  | 0  | 0   |
| Portugal  | 0   | 0  | 0  | 0  | 0  | 0  | 0  | 0   |

|  | España | vs.     | Turquía | Complexo Desportivo da Tocha, Tocha, Portugal |               |
|  |        | Reporte |         | Árbitra: [[]]                                 | Árbitra: [[]] |

|  | Eslovenia | vs.     | Portugal | Centro de Treino, Luso, Portugal |               |
|  |           | Reporte |          | Árbitra: [[]]                    | Árbitra: [[]] |

|  | España | vs.     | Eslovenia | Complexo Desportivo da Tocha, Tocha, Portugal |               |
|  |        | Reporte |           | Árbitra: [[]]                                 | Árbitra: [[]] |

|  | Portugal | vs.     | Turquía | Stadium Carlos Duarte, Pampilhosa, Portugal |               |
|  |          | Reporte |         | Árbitra: [[]]                               | Árbitra: [[]] |

|  | Turquía | vs.     | Eslovenia | Dr. Américo Couto, Mealhada, Portugal |               |
|  |         | Reporte |           | Árbitra: [[]]                         | Árbitra: [[]] |

|  | Portugal | vs.     | España | Centro de Treino, Luso, Portugal |               |
|  |          | Reporte |        | Árbitra: [[]]                    | Árbitra: [[]] |

#### Grupo 7
País anfitrión: Noruega
| Equipo          | Pts | PJ | PG | PE | PP | GF | GC | Dif |
| --------------- | --- | -- | -- | -- | -- | -- | -- | --- |
| Noruega         | 0   | 0  | 0  | 0  | 0  | 0  | 0  | 0   |
| Polonia         | 0   | 0  | 0  | 0  | 0  | 0  | 0  | 0   |
| Ucrania         | 0   | 0  | 0  | 0  | 0  | 0  | 0  | 0   |
| República Checa | 0   | 0  | 0  | 0  | 0  | 0  | 0  | 0   |

|  | Polonia | vs.     | República Checa | Klepp Stadion, Klepp, Noruega |               |
|  |         | Reporte |                 | Árbitra: [[]]                 | Árbitra: [[]] |

|  | Noruega | vs.     | Ucrania | Klepp Stadion, Klepp, Noruega |               |
|  |         | Reporte |         | Árbitra: [[]]                 | Árbitra: [[]] |

|  | República Checa | vs.     | Ucrania | Klepp Stadion, Klepp, Noruega |               |
|  |                 | Reporte |         | Árbitra: [[]]                 | Árbitra: [[]] |

|  | Noruega | vs.     | Polonia | Klepp Stadion, Klepp, Noruega |               |
|  |         | Reporte |         | Árbitra: [[]]                 | Árbitra: [[]] |

|  | Ucrania | vs.     | Polonia | Klepp Stadion, Klepp, Noruega |               |
|  |         | Reporte |         | Árbitra: [[]]                 | Árbitra: [[]] |

|  | República Checa | vs.     | Noruega | Viking Stadion, Stavanger, Noruega |               |
|  |                 | Reporte |         | Árbitra: [[]]                      | Árbitra: [[]] |

## Fase Final de Grupos
Esta fase se disputaba en Suecia.

### Grupo A
| Equipo | Pts | PJ | PG | PE | PP | GF | GC | Dif |
| ------ | --- | -- | -- | -- | -- | -- | -- | --- |
| A1     | 0   | 0  | 0  | 0  | 0  | 0  | 0  | 0   |
| A2     | 0   | 0  | 0  | 0  | 0  | 0  | 0  | 0   |
| A3     | 0   | 0  | 0  | 0  | 0  | 0  | 0  | 0   |
| A4     | 0   | 0  | 0  | 0  | 0  | 0  | 0  | 0   |

|  | A1 | vs. | A4 |  |  |

|  | A3 | vs. | A2 |  |  |

|  | A1 | vs. | A3 |  |  |

|  | A2 | vs. | A4 |  |  |

|  | A2 | vs. | A1 |  |  |

|  | A4 | vs. | A3 |  |  |

### Grupo B
| Equipo | Pts | PJ | PG | PE | PP | GF | GC | Dif |
| ------ | --- | -- | -- | -- | -- | -- | -- | --- |
| A1     | 0   | 0  | 0  | 0  | 0  | 0  | 0  | 0   |
| A2     | 0   | 0  | 0  | 0  | 0  | 0  | 0  | 0   |
| A3     | 0   | 0  | 0  | 0  | 0  | 0  | 0  | 0   |
| A4     | 0   | 0  | 0  | 0  | 0  | 0  | 0  | 0   |

|  | A1 | vs. | A4 |  |  |

|  | A3 | vs. | A2 |  |  |

|  | A1 | vs. | A3 |  |  |

|  | A2 | vs. | A4 |  |  |

|  | A2 | vs. | A1 |  |  |

|  | A4 | vs. | A3 |  |  |

## Tabla semifinal y final
|  | Semifinales     | Semifinales |   |  | Final       | Final |  |
|  |                 |             |   |  |             |       |  |
|  | Fecha           |             |   |  |             |       |  |
|  | Semifinalista 1 | -           |   |  |             |       |  |
|  | Semifinalista 2 | -           |   |  |             |       |  |
|  |                 |             |   |  |             |       |  |
|  |                 |             |   |  | Fecha       |       |  |
|  |                 |             |   |  | Finalista 1 | -     |  |
|  |                 | Finalista 2 | - |  |             |       |  |
|  |                 |             |   |  |             |       |  |
|  |                 |             |   |  |             |       |  |
|  |                 |             |   |  |             |       |  |
|  | Fecha           |             |   |  |             |       |  |
|  | Semifinalista 3 | -           |   |  |             |       |  |
|  | Semifinalista 4 | -           |   |  |             |       |  |

### Semifinales
|  | A1 | vs. | A2 |  |  |

|  | A3 | vs. | A4 |  |  |

### Final
|  | A1 | vs. | A2 |  |  |